# Шорохов, Евгений Васильевич
Евгений Васильевич Шорохов (9 мая 1935 года — 18 июля 2010 года) — советский и российский учёный, педагог и художник, член-корреспондент РАО (2006), заслуженный работник высшей школы России, доктор педагогических наук, профессор, член профессионально-творческого Союза России, член Союза художников, Академик МАНПО, академик Академии гуманитарных наук.

## Биография
Родился 9 мая 1935 года в Москве.
После окончания Московского педагогического училища с «Красным» дипломом в 1954 году и службы в армии в г.Кинешме Евгений Васильевич в 1957 году успешно сдает экзамены в МПИ им. В.П. Потемкина и оканчивает его в 1962 году в составе МГПИ им. В.И.Ленина. С этого момента его педагогическая деятельность навсегда связана с художественно-графическим факультетом, которому он отдает все свои силы, энергию и талант.
В 1962 году — окончил художественно-графический факультет Московского государственного педагогического института.
После окончания художественно-графического факультета МГПИ им. В.И. Ленина работал в аппарате Министерства просвещения РСФСР и СССР, курируя художественно-графические факультеты. В период работы Шорохова Е.В. в Министерстве просвещения РСФСР была создана Ученая комиссия, а позднее НМС в МП СССР по художественно-графическим факультетам. В эту комиссию входили выдающиеся ученые педагоги, художники: Ростовцев Н.Н., Анисимов Н.Н., Дембицкий С.И., Пучков А.С., Христенко Н.П., Серов А.М., Ефанов Е.П., Беда Г.В.(Краснодар), Суздалев П.К., Яшухин А.П. (Ростов), Белов А.А. (Ленинград), Коротков Н.А. (Кострома). Комиссией разрабатывались программы для школ, художественных училищ и педагогических вузов, положения по кафедрам, о пленэрах, об учебных мастерских с их оборудованием, утверждались учебные пособия и учебники по изобразительному искусству.
В 1966 году защитил кандидатскую диссертацию в диссертационном совете МГПИ имени В.И. Ленина по теме «Проблемы композиции в детском изобразительном творчестве и методические обоснования преподавания тематического рисования в школе (5-7 классы)» по специальность 732 - методика преподавания рисования, научный руководитель Смирнов Глеб Борисович. В конце 1968 году Евгений Васильевич перешел в лабораторию изобразительного искусства НИИ школ Минпроса РСФСР в качестве старшего научного сотрудника. В лаборатории изобразительного искусства он вел интересную научно-исследовательскую работу по проблемам совершенствования преподавания изобразительного искусства в школе, по развитию художественно-творческих способностей школьников.
В 1976 году Шорохов Е.В. был приглашен в созданное тогда Министерство просвещения СССР в качестве инспектора-методиста по художественно-графическим факультетам, где проработал до 1983 года. В УУЗе Минпроса СССР Евгений Васильевич провел большую работу по обеспечению учебно-методической документации художественно-графических факультетов и училищ не только в РСФСР, но и в республиках Советского Союза.
В 1983 году Евгений Васильевича пригласили заведовать кафедрой живописи на ХГФ МГПИ им. Ленина, а в Минпросе СССР курировать художественные факультеты стал его ученик Ломов Станислав Петрович.
С 1983 г. вел занятия по живописи и композиции на 1-5 курсах, руководил пленэрной практикой и дипломниками, осуществлял руководство аспирантами и докторантами (подготовлено более 35 кандидатов и 12 докторов наук). Являлся председателем УМК по изобразительному искусству, и УМО по педагогическому образованию.
В 1989 году — защитил докторскую диссертацию, тема: «Научно-методическое обоснование композиции как учебного предмета в системе художественно-педагогического образования», присвоено учёное звание профессора.
С 1993 года и до конца жизни работал в должности декана художественно-графического факультета МГПИ им. В.И. Ленина.
В 2006 году — избран членом-корреспондентом Российской академии образования от Отделения образования и культуры.
С 2010 года являлся председателем диссертационного Совета по защите кандидатских и докторских диссертаций при ХГФ МГПИ, где осуществляется аттестация специалистов высшей квалификации не только МПГУ, но и для образовательных организаций разного уровня России и ближнего зарубежья.
Всесторонняя творческая деятельность художника-педагога Евгения Васильевича Шорохова – яркий пример служения российской науке и искусству. Евгений Васильевич Шорохов умер 18 июля 2010 года.

## Научная деятельность
Сфера научных интересов: преподавание изобразительного искусства в средней и высшей школе, подготовка учителей изобразительного искусства.
С 1983 года вел занятия по живописи и композиции на 1-5 курсах МГПИ, руководил пленэрной практикой и дипломниками.
Под его руководством подготовлено 28 кандидатов наук и 5 докторов наук.
Являлся председателем диссертационного Совета по защите кандидатских и докторских диссертаций, председателем учебно-методической комиссии по изобразительному искусству, Учебно-методического объединения по педагогическому образованию.
Автор более 100 научно-методических статей, автор учебника «Композиция», учебного пособия «Композиция», методических пособий «Тематическое рисование в школе» «Методика преподавания композиции на уроках изобразительного искусства в школе».
Участник персональных, городских и всесоюзных выставок.
Член Союза художников России.
Шороховым Е.В. опубликовано более 100 научно-методических статей. Автор учебника "Композиция", учебного пособия "Композиция", методических пособий "Тематическое рисование в школе", "Методика преподавания композиции на уроках изобразительного искусства в школе".

## Награды
- Заслуженный работник высшей школы Российской Федерации